# Antidesma
Antidesma ist eine Gattung von etwa 100 Arten aus der Familie Phyllanthaceae, die als Bäume oder Sträucher wachsen. Die meisten Arten findet man im tropischen Asien, einige auch in Afrika, Australien und auf pazifischen Inseln. Eine Art, Antidesma bunius, wird häufig, einige weitere selten als Obstbäume genutzt. 

## Beschreibung
Die Arten der Gattung Antidesma wachsen als Bäume und aufrechte Sträucher. Sie sind zweihäusig. Die Behaarung aller Teile besteht aus einfachen Haaren. Die Laubblätter sind wechselständig und drüsenlos. Die Nebenblätter sind klein, der Blattstiel meist kurz. Die Blattspreite ist einfach, ganzrandig und fiedernervig.
Die Blütenstände sind Ähren oder Trauben, die in Blattachseln oder selten scheinbar an den Enden der Zweige oder direkt am Stamm wachsen. Männliche Blüten haben einen drei- bis fünffach, selten bis achtfach, dachziegelartig gelappten, becherförmigen Kelch. Kronblätter fehlen. Der Diskus ist ring- oder kissenförmig und umschließt die Basis der Staubblätter oder besteht aus freien Lappen. Es werden drei bis fünf, selten ein oder bis sieben Staubblätter gebildet, die in der Knospe eingebogen sind, später gerade stehen. Die Staubfäden sind länger als die Kelchlappen, die Staubbeutel sind zweikammerig mit U-förmigen Konnektiven. Die Theken sind getrennt und bilden die verbreiteten Enden des U. Die weiblichen Blüten haben einen ähnlichen Kelch wie die männlichen, Kronblätter fehlen ebenfalls. Der Diskus ist kissenförmig und umgibt den Fruchtknoten. Der Fruchtknoten ist länger als die Kelchlappen und meist einkammerig. Je Kammer werden zwei Samenanlagen gebildet. Die zwei bis vier Narben sind kurz mit gegabeltem Ende. Die Früchte sind eiförmige, elliptische oder linsenförmige, meist einsamige Steinfrüchte mit bleibenden Griffeln. Die Samen sind kurz mit fleischigem Endosperm. Die Kotyledone ist abgeflacht und breit.
Die Chromosomengrundzahl beträgt x=13.

## Verbreitung
Die meisten Arten wachsen im tropischen Asien, etwa acht Arten in Afrika, fünf bis acht auf pazifischen Inseln und fünf bis sieben in Australien.

## Systematik und Forschungsgeschichte
Antidesma ist eine Gattung in der Familie Phyllanthaceae. Dort wird sie der Unterfamilie Antidesmatoideae, Tribus Antidesmateae, Untertribus Antidesmatinae zugeordnet. Häufig wird sie auch der Familie der Wolfsmilchgewächse (Euphorbiaceae), Unterfamilie Stilaginaceae zugeordnet. Die Gattung wurde von Carl von Linné 1753 in seinem Werk Species Plantarum erstbeschrieben.
Nach R. Govaerts (WCSP) werden folgende Arten anerkannt:
- Antidesma acidum Retz.: Vom Indischen Subkontinent bis China und Indochina, Java.[3]
- Antidesma alexiteria L.: Südliches Indien und Seri Lanka.[3]
- Antidesma ambiguum Pax & K.Hoffm.: Yunnan und Vietnam.[3]
- Antidesma annamense Gagnep.: Vietnam.[3]
- Antidesma baccatum Airy Shaw: Molukken und Neuguinea.[3]
- Antidesma bhargavae Chakrab. & N.P.Balakr.: Südliche Andamanen.[3]
- Antidesma brachybotrys Airy Shaw: Borneo.[3]
- Antidesma brevipes Petra Hoffm.: Nordöstliches Sulawesi.[3]

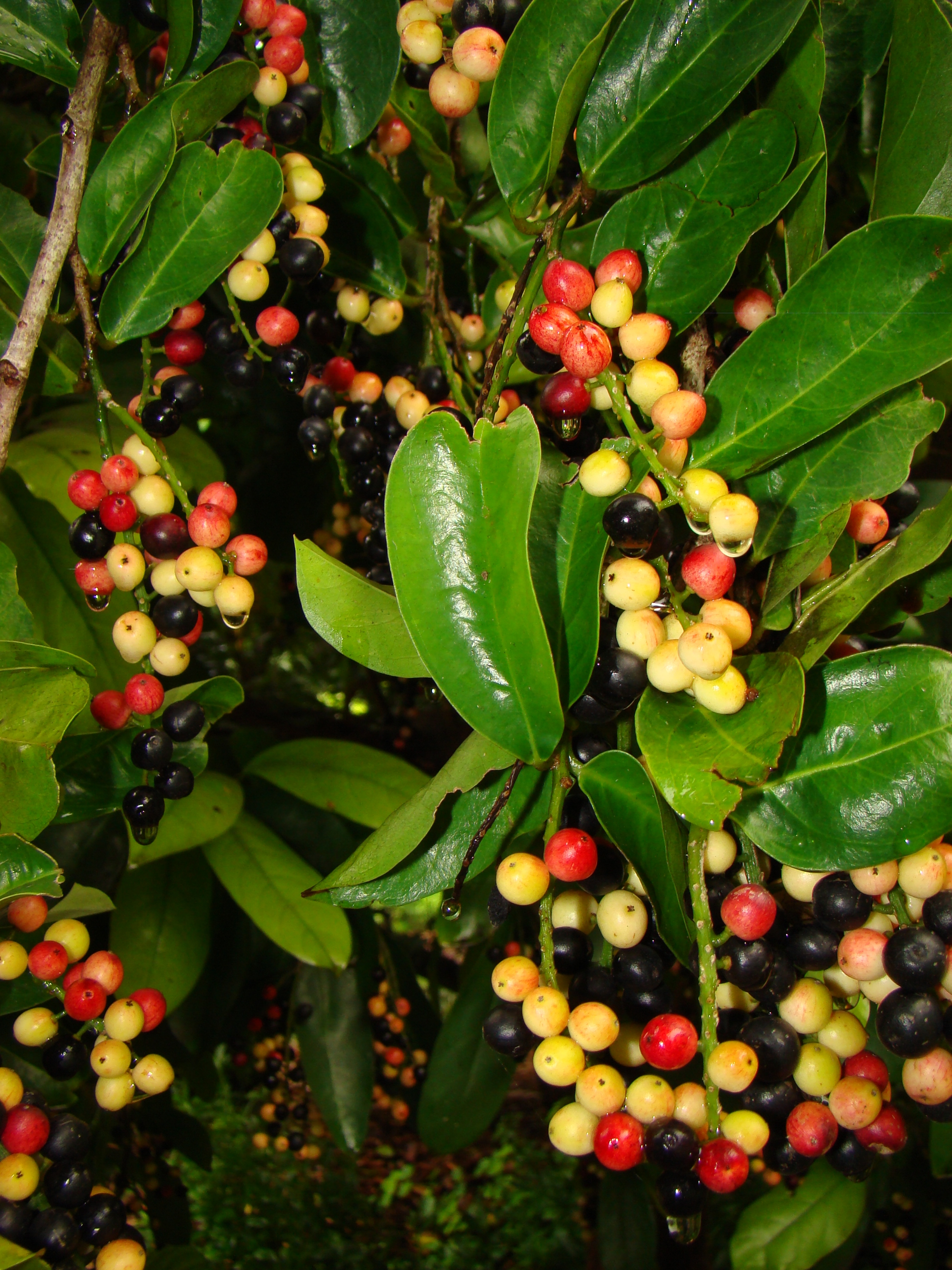
Zweige mit Früchten von Antidesma bunius

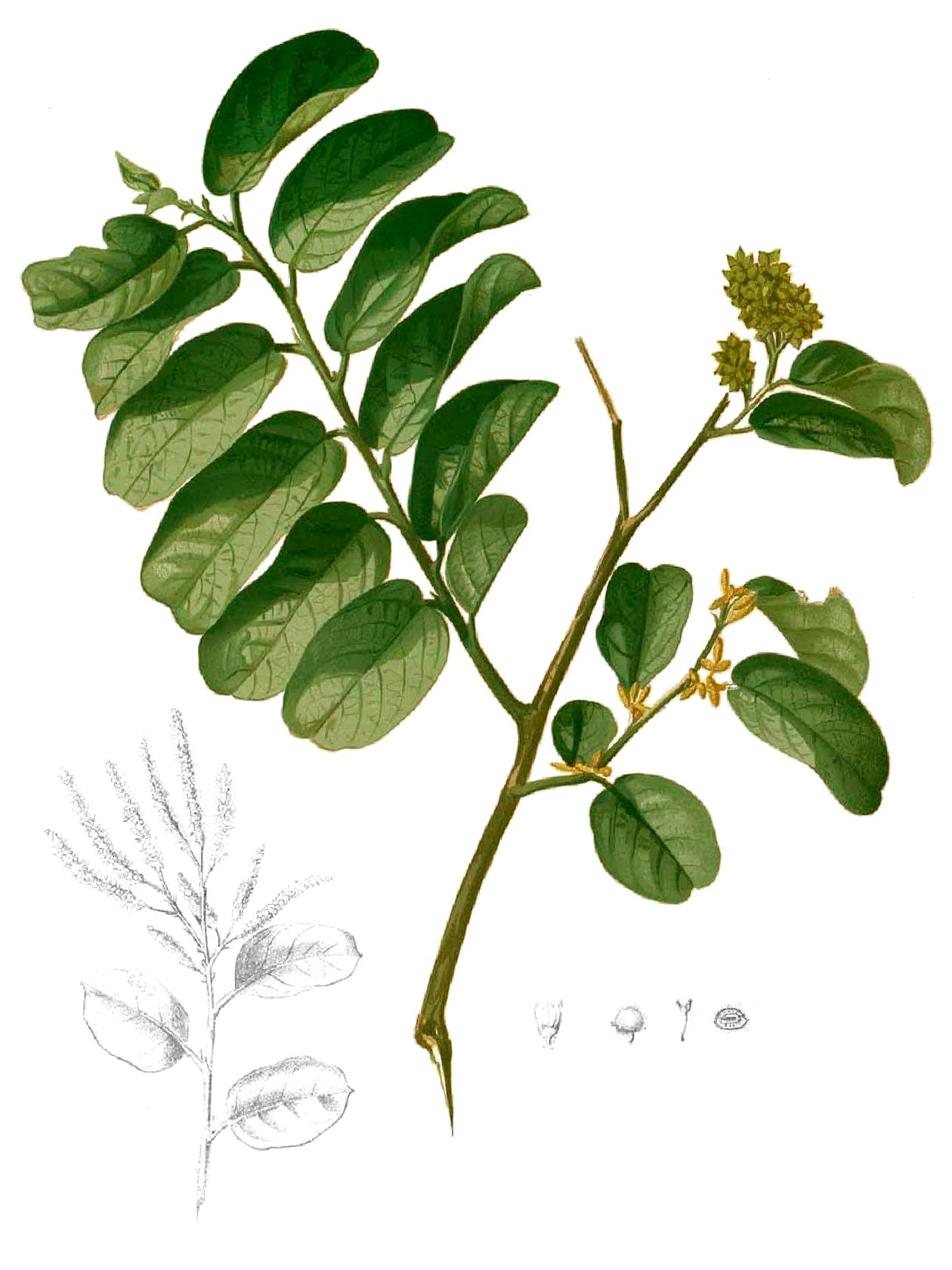
Illustration von Antidesma ghaesembilla

- Antidesma bunius (L.) Spreng.: Tropisches und subtropisches Asien.[3]
- Antidesma catanduanense Merr.: Philippinen.[3]
- Antidesma celebicum Miq.: Sulawesi, Molukken und Timor.[3]
- Antidesma chalaranthum Airy Shaw: Papua-Neuguinea.[3]
- Antidesma chonmon Gagnep.: Yunnan und Vietnam.[3]
- Antidesma cochinchinense Gagnep.: Kambodscha und südliches Vietnam.[3]
- Antidesma comptum Tul.: Tamil Nadu und Sri Lanka.[3]
- Antidesma concinnum Airy Shaw: Südöstliches Neuguinea.[3]
- Antidesma contractum J.J.Sm.: Neuguinea.[3]
- Antidesma coriaceum Tul.: Nikobaren bis westliches Malesien.[3]
- Antidesma costulatum Pax & K.Hoffm.: Sichuan und Yunnan.[3]
- Antidesma cruciforme Gage: Malaiische Halbinsel.[3]
- Antidesma curranii Merr.: Philippinen.[3]
- Antidesma cuspidatum Müll.Arg.: Westliches Malesien. Es gibt zwei Varietäten.[3]
- Antidesma dallachyanum Baill.: Queensland.[3]
- Antidesma digitaliforme Tul.: Philippinen.[3]
- Antidesma eberhardtii Gagnep.: Laos und nördliches Vietnam.[3]
- Antidesma edule Merr.: Philippinen. Mit zwei Varietäten.[3]
- Antidesma elassophyllum A.C.Sm.: Fidschi (Viti Levu und Vanua Levu).[3]
- Antidesma elbertii Petra Hoffm.: Zentrales und südliches Malesien.[3]
- Antidesma erostre F.Muell.: Papua-Neuguinea bis Queensland.[3]
- Antidesma excavatum Miq.: Östliches Borneo bis Inseln im westlichen Pazifik. Es gibt zwei Varietäten.[3]
- Antidesma ferrugineum Airy Shaw: Östliches Neuguinea.[3]
- Antidesma forbesii Pax & K.Hoffm.: Thailand bis Sumatra.[3]
- Antidesma fordii Hemsl.: Südliches China bis Indochina.[3]
- Antidesma fruticosum (Lour.) Müll.Arg.: Vietnam.[3]
- Antidesma fruticulosum Kurz: Myanmar.[3]

- Antidesma ghaesembilla Gaertn.: Tropisches und subtropisches Asien bis nördliches Australien.[3]
- Antidesma gillespieanum A.C.Sm.: Fidschi.[3]
- Antidesma hainanense Merr. (Syn.: Antidesma fleuryi Gagnep.): Südliches China bis Indochina.[3]
- Antidesma helferiHook.f.: Südliches Myanmar bis nördliches Sumatra.[3]
- Antidesma heterophyllum Blume: Java bis Molukken.[3]
- Antidesma insulare Gillespie: Fidschi (südöstliches Viti Levu).[3]

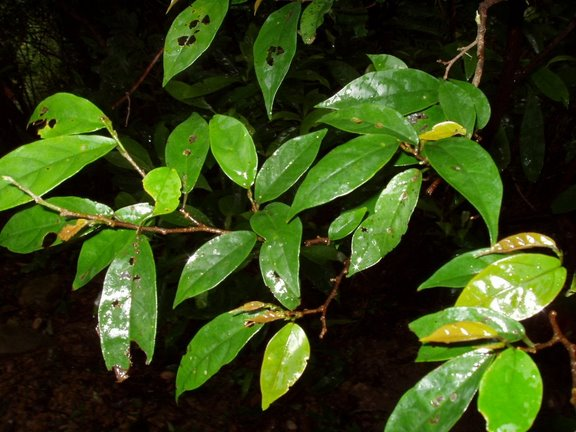
Blätter von Antidesma japonicum

- Antidesma japonicum Siebold & Zucc.: China bis gemäßigten Ostasien und Malaiische Halbinsel. Es gibt zwei Varietäten.[3]
- Antidesma jayasuriyae Chakrab. & M.Gangop.: Sri Lanka.[3]
- Antidesma jucundum Airy Shaw: Südöstliches Neuguinea.[3]
- Antidesma keralense Chakrab. & M.Gangop.: Indische Bundesstaaten Kerala und Tamil Nadu.[3]
- Antidesma khasianum Hook.f.: Arunachal Pradesh bis Assam.[3]
- Antidesma kunstleri Gage: Malaiische Halbinsel.[3]
- Antidesma laciniatum Müll.Arg.: Westliches tropisches Afrika bis Uganda.[3]
- Antidesma laurifolium Airy Shaw: Thailand, Malaysia und Kambodscha.[3]
- Antidesma leucocladon Hook.f.: Südliches Thailand bis östliches Sumatra.[3]
- Antidesma leucopodum Miq.: Thailand bis zu den südwestlichen Philippinen.[3]
- Antidesma macgregorii C.B.Rob.: Nördliche und zentrale Philippinen.[3]
- Antidesma maclurei Merr.: Hainan und Vietnam.[3]
- Antidesma madagascariense Lam.: Inseln im westlichen Indischen Ozean. Es gibt zwei Varietäten.[3]
- Antidesma membranaceum Müll.Arg.: Tropisches und südliches Afrika.[3]
- Antidesma messianianum Guillaumin: Zentrales Neukaledonien.[3]
- Antidesma microcarpum Elmer: Philippinen.[3]
- Antidesma minus Blume: Südwestliches Sumatra bis westliches Java.[3]
- Antidesma montanum Blume: Tropisches und subtropisches Asien bis nördliches Queensland. Es gibt vier Varietäten.[3]
- Antidesma montis-silam Airy Shaw: Borneo.[3]
- Antidesma myriocarpum Airy Shaw: Neuguinea.[3]
- Antidesma neurocarpum Miq.: Südliches Myanmar bis westliches Malesien. Es gibt drei Varietäten.[3]
- Antidesma nienkui Merr. & Chun: Guangdong und Hainan.[3]
- Antidesma nigricans Tul.: Assambis Myanmar.[3]
- Antidesma oblongum (Hutch.) Keay: Liberia und Elfenbeinküste.[3]
- Antidesma orthogyne (Hook.f.) Airy Shaw: Thailand und Malaysia.[3]
- Antidesma pachybotryum Pax & K.Hoffm.: Östliches Kamerun.[3]
- Antidesma pachystachys Hook.f.: Malaiische Halbinsel.[3]
- Antidesma pacificum Müll.Arg.: Fidschi.[3]
- Antidesma pahangense Airy Shaw: Malaiische Halbinsel.[3]
- Antidesma parvifolium F.Muell.: Nördliches Australien.[3]
- Antidesma pendulum Hook.f.: Thailand bis westliches Malesien.[3]
- Antidesma petiolatum Airy Shaw: Neuguinea.[3]
- Antidesma phanrangense Gagnep.: Vietnam.[3]
- Antidesma platyphyllum H.Mann: Hawaii.[3]
- Antidesma pleuricum Tul.: Taiwan bis zu den Philippinen.[3]
- Antidesma poilanei Gagnep.: Südliches Vietnam.[3]
- Antidesma polystylum Airy Shaw: Borneo.[3]
- Antidesma pulvinatum Hillebr.: Hawaii.[3]
- Antidesma puncticulatum Miq.: Indochina bis südwestliche Philippinen, dazu Sri Lanka.[3]
- Antidesma pyrifolium Müll.Arg.: Sri Lanka.[3]
- Antidesma rhynchophyllum K.Schum.: Neuguinea.[3]
- Antidesma riparium Airy Shaw: Malesien bis Neuguinea. Es gibt zwei Unterarten.[3]
- Antidesma roxburghii Wall. ex Tul.: Arunachal Pradesh bis Myanmar.[3]
- Antidesma rufescens Tul.: Tropisches Afrika bis nordöstliches Namibia.[3]
- Antidesma sinuatum Benth.: Queensland.[3]
- Antidesma sootepense Craib: Südliches Yunnan bis Indochina.[3]
- Antidesma spatulifolium Airy Shaw: Molukken und südliches Neuguinea.[3]
- Antidesma stipulare Blume: Südliches Myanmar bis Malesien.[3]
- Antidesma subbicolor Gagnep.: Südliches Vietnam.[3]
- Antidesma subcordatum Merr.: Philippinen und Kleine Sundainseln.[3]
- Antidesma tetrandrum Blume: Nikobaren, Sumatra bis Bali.[3]
- Antidesma tomentosum Blume: Thailand bis westliches und zentrales Malesien. Es gibt zwei Varietäten.[3]
- Antidesma tonkinense Gagnep.: Nördliches Vietnam.[3]
- Antidesma trichophyllum A.C.Sm.: Fidschi (Viti Levu).[3]
- Antidesma vaccinioides Airy Shaw: Östliches Neuguinea.[3]
- Antidesma velutinosum Blume: Indochina bis westliches Malesien.[3]
- Antidesma velutinum Tul.: Bangladesch bis Malaysia.[3]
- Antidesma venenosum J.J.Sm.: Borneo.[3]
- Antidesma venosum E.Mey. ex Tul.: Tropisches und südliches Afrika, Madagaskar, südliches China bis Indochina.[3]
- Antidesma vogelianum Müll.Arg.: Tropisches Afrika.[3]

## Verwendung
Die Art Antidesma bunius ist ein häufig verwendeter Obstbaum, auch andere Arten werden gelegentlich lokal als Obstbäume gepflanzt.

## Nachweise